# احمدعلی رجایی بخارایی
احمدعلی رجایی بخارایی (۱۲۹۵ – تابستان ۱۳۵۷) نویسنده، پژوهشگر، شاعر، مصحح و قرآن‌پژوه ایرانی بود. او مدتی استاد دانشگاه تبریز و سپس استاد دانشگاه فردوسی مشهد بود. وی یکی از افراد کلیدی در دوره نخست گردآوری فرهنگنامه قرآنی: فرهنگ برابرهای فارسی قرآن بر اساس ۱۴۲ نسخه خطی کهن محفوظ در کتابخانه مرکزی آستان قدس رضوی در سال‌های ۱۳۴۸ تا ۱۳۵۳ خورشیدی بود. مراسم نکوداشتی برای ایشان توسط بنیاد نخبگان استان خراسان رضوی در سال 1395 با حضور جمعی از چهره های علمی و فرهنگی، شاگردان ایشان و استعدادهای برتر برگزار شد.

## آثار
- فرهنگنامه قرآنی: فرهنگ برابرهای فارسی قرآن بر اساس ۱۴۲ نسخه خطی کهن محفوظ در کتابخانه مرکزی آستان قدس رضوی (نسخه برخط)[۳]
- راهنمای آموختن املای فارسی
- فرهنگ اشعار حافظ
- تصحیح و تحشیه خلاصه شرح تعرف